# Bistolida diauges
Bistolida diauges, tên tiếng Anh: square-spotted cowry, là một loài ốc biển, là động vật thân mềm chân bụng sống ở biển trong họ Cypraeidae, họ ốc sứ.

## Phân bố
Loài này có ở Biển Đỏ và ở biển dọc theo Kenya và Tanzania.